# كومي تاجوشى
كومي تاجوشى (بالإنجليزية: Kumi Taguchi)‏ هي مذيعة أخبار وصحفية أسترالية، ولدت في 1975 في ملبورن في أستراليا.